# ガンアクションコーディネート
ガンアクションコーディネイトとは、映画、TV、ドラマ等の演技において、役者に実際の銃を発砲した際の反動や、動き、挙動、銃の構え方までを演技指導すること。
撮影において、実銃の発砲は日本もとより海外でも危険な為、微量の火薬の撃発により火、煙、音を発して発砲を表現するプロップガンを用いることが多い。
プロップガンは実銃と違い、発砲した際の反動が無いため、役者が何もわからないまま演技で使用すると発砲に対する挙動が不自然な形になってしまうため役者の演技が必要となる。その際に実銃で経験を得たスタッフによる演技指導で補う形となる。

## 日本のガンアクションコーディネイター
- パイロテック
- ビッグショット